# Circunscripciones de Islandia

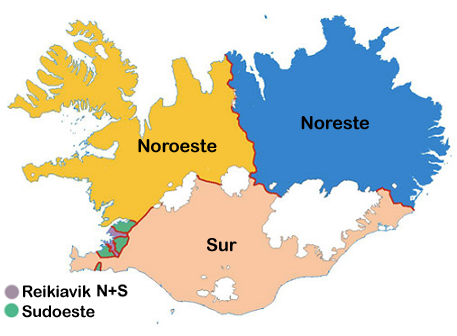
Circunscripciones de Islandia.

Islandia está dividida en seis circuscripciones para escoger los representantes al Alþingi (el Parlamento islandés). 

## Historia
La actual división se creó  en 1999 por una enmienda constitucional y nació de un esfuerzo por balancear el peso de algunos distritos del país, pues algunos votantes de los distritos rurales tenían una mayor representación que los votantes de Reikiavik y sus suburbios. La nueva división comprende tres circunscripciones en el campo (Norðvesturkjördæmi, Norðausturkjördæmi y Suðurkjördæmi) y tres urbanas (Reykjavíkurkjördæmi Norður, Reykjavíkurkjördæmi Suður y Suðvesturkjördæmi). 
Aún existe el desbalance y la ley electoral estipula que si el número de votos por silla en Parlamento en una circunscripción es inferior a la mitad de la de otra, se debe transferir una silla entre ellas. Esto sucedió en las elecciones de 2007, cuando la circunscripción Norðvesturkjördæmi le transfirió una a la Suðvesturkjördæmi.

## Composición
Las circunscripciones de Islandia son las siguientes seis. Después de los dos puntos se encuentra el número de representantes atribuidos a cada uno de esos territorios, que suman 63 sillas en el Parlamento:
- Reykjavíkurkjördæmi Norður (Reikiavik Norte): 11
- Reykjavíkurkjördæmi Suður (Reikiavik Sur): 11
- Norðvesturkjördæmi (Noroeste): 9
- Norðausturkjördæmi (Noreste): 10
- Suðurkjördæmi (Sur): 10
- Suðvesturkjördæmi (Suroeste): 12